# Pemphigus monophagus
Pemphigus monophagus är en insektsart som beskrevs av Linda Resnick Maxson 1934. Pemphigus monophagus ingår i släktet Pemphigus och familjen långrörsbladlöss. Inga underarter finns listade i Catalogue of Life.